# Unseen Power
Unseen Power é o décimo terceiro álbum de estúdio da banda Petra, lançado em Novembro de 1991. As canções "I Need To Hear From You", "Dance" e "Sight Unseen" foram um dos principais destaques deste álbum.
O disco atingiu o nº 1 do Top Contemporary Christian. Com este disco a banda ganhou o seu segundo Grammy Award, na categoria Best Rock Gospel Album.

## Faixas
Todas as músicas por Bob Hartman, exceto onde anotado
1. "Destiny" – 4:31
2. "Who's on the Lord's Side" (Timothy Wright) – 3:54
3. "Ready, Willing, and Able" – 4:14
4. "Hand on My Heart" (John Elefante e Bob Hartman) – 4:26
5. "I Need to Hear from You" – 4:04
6. "Dance" (Elefante) – 3:46
7. "Secret Weapon" (Bob Hartman e Elefante) – 4:01
8. "Sight Unseen" – 3:58
9. "Hey World" – 3:52
10. "In the Likeness of You" (John Lawry) – 4:51

## Créditos
- Bob Hartman - Guitarra
- John Schlitt - Vocal
- John Lawry - Teclados
- Ronny Cates - Baixos
- Louie Weaver - Bateria